# Samspil. 10 situationer med børn og voksne
|  | Denne artikel er oprettet af botten PalnaBot ud fra en ekstern database. Den kan derfor have sproglige fejl eller mangler. Denne skabelon kan fjernes efter kontrol af indholdet. |

Samspil. 10 situationer med børn og voksne er en film instrueret af Lise Roos efter manuskript af Lise Roos.

## Handling
I forbindelse med filmen »Kan man klippe i vand?« er der udarbejdet fire tematiske film, som kan betragtes som debatoplæg om mere specielle emner. Dette er en af dem. Den indledes med følgende tekst og er i øvrigt ukommenteret: "Voksne, der arbejder med børn, kaldes pædagoger. Hvad er pædagogik? Det er opdragelseskunst ... Er børn pædagogiske fænomener?" Filmen består af en række forskelligartede situationer, som lægger op til debat om pædagogroller, om samspil, medspil og modspil mellem børn og voksne. Se også: »Far, mor og børn. Noget om rollelege«, »Kan man klippe i vand+«, »Thomas og hans tempo. Et udviklingsforløb« og »Tumlerier. Et studie i bevægelse«.